# Лудак са Трга слободе
Лудак са Трга слободе (енгл. The Madman of Freedom Square) је књига прича чији је аутор Хасан Бласим (енгл. Hasan Blassim), објављена 2004. године. Српско издање објавила је издавачка кућа Геопоетика из Београда 2015. године у преводу Српка Лештарића с арапског језика.

## О аутору
Хасан Бласим је рођен 1973. године у Багдаду, где је студирао на Академији за филм. Због својих филмова је хапшен неколико пута, и 1998. године се склања у ирачки Курдистан и, после више покушаја, успева да се пребаци до Финске, где живи од 2004. године до данас. Пише приче, романе, позоришне комаде, а снимио је и мноштво кратких филмова и документарних емисија за телевизију. Бласим је добитник неколико међународних награда, међу којима је најзначајнија Награда листа Индипендент за најбољу страну књигу 2014. године за Ирачког Христа. По први пут је награда додељена књизи оригинално написаној на арапском, а и први пут је награду добила једна збирка прича.

## О делу
Књига Лудак са Трга слободе је избор кратких прича, потресна и узбудљива проза, у којој су приказани незамисливи призори из најновијег времена, после пада диктаторског режима у Ираку 2003, трагичних збивања у условима америчке окупације и готово надреалних избегличких епопеја на стазама кријумчарења људи са Средњег истока према Западу. Аутор је пишући књигу користио сиров и суров језик јер је и прича о тим дешавањима таква.
Збирка прича Лудак са Трга слободе објављена је у Јордану 2012. године тако редигована да је писац сматрао да би боље било да није ни штампана. Цензори су је немилосрдно „очистили“ од свих пишчевих непочинстава – употребе опсцених речи и сегмената који дирају у политичке и верске табуе, те је била забрањена у више арапских земаља.

## Награде
- Књига је номинована за награду за независну страну фикцију 2010. године, и за награду Tampereen kaupungin kirjallisuuspalkinto 2012. године.[1]